# Apamea digitula
Apamea digitula — вид метеликів родини Совки (Noctuidae). Вид поширений в Європі.